# Syarinus granulatus
Syarinus granulatus är en spindeldjursart som beskrevs av Chamberlin 1930. Syarinus granulatus ingår i släktet Syarinus och familjen spinnklokrypare. Inga underarter finns listade i Catalogue of Life.